# Almir Pernambuquinho
Almir Morais de Albuquerque, ou simplesmente Almir Pernambuquinho (Recife, 28 de outubro de 1937 — Rio de Janeiro, 6 de fevereiro de 1973), foi um futebolista brasileiro, que atuou como atacante, sendo comparado a Pelé. Considerado muito violento, morreu durante uma briga num bar.

## Carreira

### Sport
Começou no Sport em 1956, chegando a ser relacionado pelo estadual e constando na lista de jogadores campeões, mas apenas disputou três partidas pelo profissional do clube em amistosos interestaduais; na primeira partida como meia direita, titular contra o Remo na Ilha do Retiro, 0x0 no dia 18 de março. Na reinauguração do Estádio Nhôzinho Santos, o Sport fez dois amistosos para inaugurar a mais nova praça desportiva da capital maranhense, no sábado e no domingo. No sábado, dia  08 de dezembro. A segunda partida de Almir, já como centroavante, entrando no decorrer da partida no empate em 1x1 contra o Maranhão e na terceira, também como centroavante e entrando no decorrer da partida, marcou seu único gol pelo clube, fazendo o gol da vitória sobre o Sampaio Corrêa no placar de 2x1, no domingo, dia 09 de dezembro. Logo transferiu-se para o Vasco da Gama, juntando-se a outros conterrâneos já famosos, como o centro-avante Vavá. A recomendação da mãe, Dona Adelaide, transformou-se em profecia: "Você vai se perder naquela cidade, meu filho. Tome cuidado que este mundo está cheio de coisa ruim". A preocupação da mãe se justificava, Almir era brigão, encrenqueiro e explosivo.

### Vasco da Gama
Almir deixou a capital pernambucana aos 19 anos, contratado pelo Vasco da Gama. Chegou no Rio de Janeiro repetindo o caminho feito por vários jogadores pernambucanos como Ademir Menezes e Vavá (também chamado de "Peito de Aço") e anos depois seria também trilhado por Juninho Pernambucano, do Sport para o Vasco da Gama, onde se firmou como craque.
Meia-atacante hábil e de muita disposição em campo, ganhou títulos e foi convocado para a Seleção Brasileira, mas desistiu de uma das chamadas para excursionar com o clube carioca, e isso o deixou "marcado" e sem chances de ir para a Copa do Mundo de 1958. Com a fama de encrenqueiro, aceitou mudar para São Paulo, quando foi chamado de "Pelé branco" durante a transferência para o Corinthians, em 1960.
Foi um dos destaques do time de 1958, campeão do Rio-SP goleando a Portuguesa por 5–1 no Pacaembu, e do Carioca, na célebre decisão conhecida como super-super-campeonato.

### Corinthians
Mudou de clube, cidade e foi respirar novos ares. Foi contratado pelo Timão, sendo chamado de "Pelé branco", mas não conseguiu repetir o sucesso que havia feito no Gigante da Colina. No clube paulista tinha uma vida boêmia e um alto salário e gerava ciúmes e inconformismo de alguns companheiros.
Em sua passagem pelo Alvinegro do Parque São Jorge atuou em 29 jogos (13 vitórias, 7 empates, 9 derrotas) e marcou apenas cinco gols. A alcunha de "Pelé branco" talvez tenha sido pesada demais para o craque, quem em um ano sem relevância, seguiu para à Argentina jogar pelo Boca Juniors.
No fim de sua passagem pelo Corinthians confessou a importância da primeira passagem pelo futebol paulista.
| “ | Despertei para a verdade do futebol, conheci suas grandezas e mesquinharias: o caráter dos cartolas, os riscos da profissão, a corrupção dos juízes. | ” |

### Boca Juniors
Contratado em 1962, pelo Boca Juniors, repetiu o que havia feito no Corinthians: passagem rápida e apagada pelo clube e sempre marcado pelos problemas dentro e extra campo. Estreou em 14 de maio de 1961 - foi titular e autor do segundo gol do 2–0 sobre o Independiente na Bombonera. Atuou mais duas partidas, machucando o joelho e ficando quatro meses fora. Conquistou o campeonato Argentino e sofreu uma grave lesão e quis voltar ao Brasil para fazer o tratamento. Os dirigentes do Boca não aceitaram e Almir arrumou uma razão para sair do clube: brigas. Não deu outra, em um jogo contra o Chacarita Juniors protagonizou um verdadeiro “quebra” ao reagir a xingamentos de atletas adversários. Foi expulso, deu socos, pontapés e tudo que uma briga tem direito. Logo após pegou uma suspensão de noventa dias, ficando insustentável sua permanência no clube Xeneize. Após objetivo alcançado, deixa a Argentina e segue para a Itália onde teria, sem sucesso, breves passagens por Fiorentina e Genoa.

### Santos
Contratado pelo Santos em 1963, volta ao Brasil para entrar na história com o time da Vila Belmiro que vivia o auge da “Era Pelé”. Disputado entre o campeão europeu e o sul-americano, o Peixe chegou à final da Copa Intercontinental de 1963, para a disputa contra o todo poderoso Milan. As partidas foram programadas para serem realizadas a primeira na Itália e a segunda no Brasil, caso houvesse necessidade de realizar uma terceira partida, esta também seria no Brasil. Na primeira partida, em Milão, o Santos perdeu o jogo pelo placar de 4–2. Amarildo que jogava pelo clube Rossonero, empolgado pela vitória, deu uma entrevista dizendo que:“Pelé, já era. Está acabado”. Almir era um homem que não aceitava levar desaforo para casa e ficou indignado porque achou desrespeitoso. E disse: “Não admito um brasileiro falar mal do Pelé”. E completou dizendo para Amarildo: “Quando você jogar no Rio de Janeiro, você vai ver”. Como promessa para Almir era uma dívida, ele pagou a Amarildo pelas declarações. No primeiro encontro dos dois ele deu uma leve e sutil entrada. Na segunda oportunidade não deixou passar, o rival em velocidade, Almir deu um pontapé, daqueles que pega no pé que está atrás desestabilizando totalmente o jogador. Amarildo rolou várias voltas com a queda. Na segunda partida, no Maracanã, o Santos conseguiu vencer o jogo pelo mesmo placar de 4–2, com um gol de Almir Pernambuquinho que jogou no lugar de Pelé, que estava machucado, forçando a terceira partida para o desempate. Na terceira partida, também no Maracanã, o Santos ganhou de 1–0. Com um pênalti duvidoso sofrido por Almir, convertido por Dalmo.

### Flamengo
Regressou ao Rio de Janeiro, dessa vez, para defender o Flamengo. Almir Pernambuquinho realizou 73 partidas entre os anos de 1965 e 1967. Foram 33 vitórias, 19 empates e 21 derrotas. Almir fez 21 gols pelo Fla.
Naquele ano, Almir atuava pelo Flamengo e, aos 26 minutos do segundo tempo, o Bangu vencia por 3–0 quando Almir partiu para cima dos adversários com o objetivo de impedir que a goleada fosse ainda maior e, principalmente, que os jogadores do Bangu dessem a volta olímpica ao final da partida. Armada a briga, o juiz acabou expulsando cinco jogadores do Flamengo e quatro do Bangu, tendo de encerrar a partida. O fato é que o Bangu realmente não deu a volta olímpica na conquista do seu segundo título carioca.

### América-RJ
Pelo América-RJ, teve passagem discreta. No Mecão chegou a jogar com Antunes e Edu, irmãos de Zico. Com aparência desgastada, envelhecido e muito acima do peso, devido ao uso excessivo de álcool e noites de farras, encerrou sua carreira com apenas 31 anos.

### Seleção Brasileira
Foi convocado para a Seleção Brasileira poucas vezes. O jornalista e depois técnico João Saldanha afirmou: Foi um jogador completo depois de Pelé. Possuía técnica e habilidade apurada e tinha velocidade. Reflexo de seu temperamento, teve poucas chances na Amarelinha. Fez cinco jogos e marcou apenas um gol.[carece de fontes?]
Em 1959, quando enfrentou os uruguaios em pleno Monumental de Nuñez em um Brasil x Uruguai valido pelo Sul-Americano na Argentina, Almir disputou uma bola forte com o goleiro Juan Carlos Leiva e os dois caíram. O capitão rival William Martínez reagiu à situação. Pelé foi tentar defender Almir e aí a confusão começou, com socos e pontapés para todos os lados.

## Morte
Almir morreu assassinado, em 1973, aos 35 anos, numa briga no bar Rio-Jerez, em frente à Galeria Alaska, em Copacabana, no Rio de Janeiro. Segundo testemunhas, se incomodou ao ver que alguns atores-bailarinos do grupo Dzi Croquettes, ainda maquiados depois de uma apresentação. Um grupo de portugueses veio em defesa dos atores.. Houve uma discussão, Almir agrediu um dos portugueses, e começou um tiroteio no calçadão da avenida Atlântica. No final, Almir estava morto, com uma bala na cabeça. O assassino, Artur Garcia Soares, alegou legítima defesa e nunca foi preso.

## Títulos
Sport
- Campeonato Pernambucano: 1956

Vasco da Gama
- Torneio Internacional de Paris: 1957
- Troféu Teresa Herrera: 1957
- Torneio Rio-São Paulo: 1958
- Torneio Início do Rio de Janeiro: 1958
- Campeonato Carioca: 1958
- Taça Cidade do Rio de Janeiro: 1959

Boca Juniors
- Campeonato Argentino: 1962[20]

Genoa
- Taça Alpes: 1962

Santos
- Copa Intercontinental: 1963[13][21]
- Copa Libertadores da América: 1963
- Campeonato Brasileiro: 1963, 1964
- Torneio Rio-São Paulo: 1963, 1964[22]
- Campeonato Paulista: 1964

Flamengo
- Campeonato Carioca: 1965
- Taça Lamartine Babo: 1965
- Torneio Gilberto Alves: 1965
- Torneio Quadrangular de Vitoria: 1965
- Torneio Ibsen de Rossi: 1966

América-RJ
- Torneio Quadrangular Presidente Costa e Silva: 1968
- Torneio Luis Viana Filho: 1968

Seleção Brasileira
- Copa Roca: 1960[23]
- Taça do Atlântico: 1960

## Marcas
- Entre os maiores camisa 8 da história do Vasco da Gama.[24]

- 4° maior artilheiro pernambucano da história do Vasco da Gama com 59 gols marcados (Ademir Menezes 301 gols, Vavá 150 gols e Juninho Pernambucano 76 gols).[25]